# Kanton Bellerive-sur-Allier
Der Kanton Bellerive-sur-Allier ist ein französischer Wahlkreis im Département Allier in der Region Auvergne-Rhône-Alpes. Er umfasst elf Gemeinden im Arrondissement Vichy. Durch die landesweite Neuordnung der französischen Kantone wurde er 2015 neu geschaffen.

## Gemeinden
Der Kanton besteht aus elf Gemeinden mit insgesamt 19.501 Einwohnern (Stand: 1. Januar 2022) auf einer Gesamtfläche von 206,18 km²:
| Gemeinde                    | Einwohner 1. Januar 2022 | Fläche km² | Dichte Einw./km² | Code INSEE | Postleitzahl |
| --------------------------- | ------------------------ | ---------- | ---------------- | ---------- | ------------ |
| Bellerive-sur-Allier        | 8.898                    | 18,97      | 469              | 03023      | 03700        |
| Broût-Vernet                | 1.209                    | 31,71      | 38               | 03043      | 03110        |
| Brugheas                    | 1.556                    | 26,81      | 58               | 03044      | 03700        |
| Cognat-Lyonne               | 707                      | 12,51      | 57               | 03080      | 03110        |
| Escurolles                  | 797                      | 13,27      | 60               | 03109      | 03110        |
| Espinasse-Vozelle           | 973                      | 17,87      | 54               | 03110      | 03110        |
| Hauterive                   | 1.186                    | 8,08       | 147              | 03126      | 03270        |
| Saint-Didier-la-Forêt       | 388                      | 33,59      | 12               | 03227      | 03110        |
| Saint-Pont                  | 692                      | 12,31      | 56               | 03252      | 03110        |
| Serbannes                   | 826                      | 14,30      | 58               | 03271      | 03110        |
| Vendat                      | 2.269                    | 16,76      | 135              | 03304      | 03110        |
| Kanton Bellerive-sur-Allier | 19.501                   | 206,18     | 95               | 0301       | –            |

## Politik
| Vertreter im Départementsrat | Vertreter im Départementsrat         | Vertreter im Départementsrat |
| Amtszeit                     | Namen                                | Partei                       |
| ---------------------------- | ------------------------------------ | ---------------------------- |
| 2015–                        | Isabelle Goninet Jean-Jacques Rozier | –                            |